# Franz Thaler
Franz Thaler (* 6. März 1925 in Durnholz; † 29. Oktober 2015 in Sarnthein) war ein Südtiroler Autor, Federkielsticker und Überlebender des KZ Dachau und des KZ Hersbruck.

## Biographie
Franz Thaler wurde 1925 in der Gemeinde Sarntal in Südtirol geboren. Als sich sein Vater im Jahre 1939 gegen die Abwanderung ins Deutsche Reich entschied, folgte für die Familie eine Zeit der Schikanen und der Ausgrenzungen. Unter anderem wurde Thaler vom Schulunterricht ausgeschlossen. 1944 erhielt er trotz seiner italienischen Staatsbürgerschaft den Stellungsbefehl für die deutsche Wehrmacht. Zwar versteckte er sich vorerst vor den Nationalsozialisten, stellte sich jedoch letztendlich, als der Familie die Sippenhaft angedroht wurde. Thaler wurde von einem Kriegsgericht zu zehn Jahren Konzentrationslager verurteilt.
Im Dezember 1944 kam er im Konzentrationslager Dachau an und wurde noch im selben Monat in das Flossenbürger Außenlager Hersbruck verlegt, wo er fortan im Bautrupp arbeiten musste. Am 29. April 1945 wurde das KZ von amerikanischen Truppen befreit; Thaler wurde zunächst noch in einem französischen Gefangenenlager interniert. Als er im August 1945 zurück in seine Sarner Heimat kam, begann Thaler nach und nach, sich mit dem Erlebten auseinanderzusetzen und insbesondere die Rolle der als „Deserteure“ verunglimpften NS-Widerständler in Leserbriefen zu thematisieren. Er begann auch, seine Erinnerungen aufzuschreiben, die 1989 erstmals in Buchform verlegt wurden und in weiterer Folge auch auf Italienisch und auf Englisch erschienen. Thaler arbeitete bis zu seiner Pensionierung als Federkielsticker im Sarntal.
Thalers Memoiren Unvergessen trugen in Südtirol maßgeblich zur Auseinandersetzung mit der NS-Zeit und zur Entstehung einer kritischen Erinnerungskultur bei. 1983 erhielt Thaler den Südtiroler Pressepreis. 2010 wurde er von der Stadt Bozen gemeinsam mit dem NS-Gegner und -Opfer Josef Mayr-Nusser zum Ehrenbürger ernannt. 2013 ernannte ihn die Gesellschaft Politika zur „Politischen Persönlichkeit des Jahres“.
2016 wurde Thalers Nachlass von seinen Erben an das Stadtarchiv Bozen übergeben, das sich um dessen Aufarbeitung bemüht. Am 12. Februar 2017 wurde ein Asteroid nach Franz Thaler benannt: (6212) Franzthaler.

## Publikationen
- Unvergessen. Option, KZ, Kriegsgefangenschaft, Heimkehr. Ein Sarner erzählt. Edition Raetia, Bozen 1999, ISBN 88-7283-128-8.
- Dimenticare mai: opzioni, campo di concentramento di Dachau, prigioniero di guerra, ritorno a casa. Übersetzung von Peter Litturi, Vorwort von Carlo Romeo, Zeitleiste von Leopold Steurer. Edition Raetia, Bozen 1990, ISBN 88-7283-206-3.
- Unforgotten: a Memoir of Dachau. Übersetzt von Paul Crichton and Christl Kiener. Kiener, London-München 2011, ISBN 978-3-943324-99-0.